# Шагалали (Сарисуський район)
Шагала́ли (каз. Шағалалы) — село у складі Сарисуського району Жамбильської області Казахстану. Входить до складу Досбольського сільського округу.
Населення — 195 осіб (2021; 264 у 2009, 187 у 1999, 152 у 1989).